# (16390) 1981 EG39
A (16390) 1981 EG39 a Naprendszer kisbolygóövében található aszteroida. Schelte J. Bus fedezte fel 1981. március 2-án.